# Clydebank
Clydebank (Bruach Chluaidh en gaélique écossais (gd) ; Clidbaunk en scots (sco)) est une ville (et ancien burgh) d'Écosse, située dans le council area du West Dunbartonshire et dans la région de lieutenance et ancien comté du Dunbartonshire. De 1975 à 1996, elle était la capitale administrative du district de Clydebank, au sein de la région du Strathclyde. Elle est proche de la rivière Clyde et de la ville de Glasgow.

## Révolution industrielle
Le port à 20 km à peine de Glasgow devait la quasi-totalité de son activité à la capitale industrielle de l'Écosse.
Le trafic était bien sûr disproportionné avec la faible population de la ville.
La situation perdura jusqu'en 1880 où le dragage de la Clyde permit aux navires de haute mer d'atteindre Glasgow.
Les chantiers navals John Brown & Company y prirent place de 1899 à 1950, construisant de nombreux bateaux pour la Cunard Line : 
- RMS Queen Mary (1936-1967)
- RMS Queen Elysabeth (1946-1968)
- Queen Elysabeth 2 (1969-2008)

## Sport
Le club de football, Clydebank Football Club, y est basé.

## Administration

### Jumelage
- Argenteuil[1].